# Селиска (приток Веряжки)
Селиска — река в России, протекает по Волосовскому району Ленинградской области.
Исток — в заболоченном лесу юго-западнее Реполки. Течёт на юг, через деревню Селище. В нижнем течении пересекает трассу бывшей железной дороги Волосово — Мшинская. Устье реки находится в 9 км по правому берегу реки Веряжки. Длина реки составляет 12 км.

## Данные водного реестра
По данным государственного водного реестра России относится к Балтийскому бассейновому округу, водохозяйственный участок реки — Луга от в/п Толмачево до устья, речной подбассейн реки — подбассейн отсутствует. Относится к речному бассейну реки Нарва (российская часть бассейна).
По данным геоинформационной системы водохозяйственного районирования территории РФ, подготовленной Федеральным агентством водных ресурсов:
- Код водного объекта в государственном водном реестре — 01030000612102000026268
- Код по гидрологической изученности (ГИ) — 102002626
- Код бассейна — 01.03.00.006
- Номер тома по ГИ — 2
- Выпуск по ГИ — 0